# Society's Driftwood
Society's Driftwood er en amerikansk stumfilm fra 1917 af Louis Chaudet.

## Medvirkende
- Grace Cunard som Lena Rogers
- Charles West som Tison Grant
- Joseph W. Girard som Judge Grant
- William Musgrave som Paul Rogers